# Bartomeu Oliver i Gazà
Bartomeu Oliver i Gazà (Campos, S. XVII) fou un teòleg i escriptor. Professà de mercedari. Fou catedràtic de teologia lul·liana a l'Estudi General Lul·lià i es distingí com a predicador. Deixà inèdits un Manuale Theologiae Lullianae i un llarg poema, en tres codolades, sobre els actes de fe de 1691, en què foren morts a la foguera un grup de conversos i que originà el fenomen dels xuetes.